# Іконологія
Іконологія — наука, дослідницький напрямок, який виник в 20-ті — 30-ті роки XX століття в історії мистецтв, що є доповненням до іконографії і вивчає символічні аспекти будь-якого художнього твору.